# Šailovac
Šailovac je nenaseljeni otočić u hrvatskom dijelu Jadranskog mora.
Njegova površina iznosi 0,022 km². Dužina obalne crte iznosi 0,65 km.

## Vanjske poveznice
|  | Zajednički poslužitelj ima još gradiva o temi Šailovac |